# Melanostoma tiantaiensis
Melanostoma tiantaiensis är en tvåvingeart som beskrevs av Huo och Zheng 2003. Melanostoma tiantaiensis ingår i släktet gräsblomflugor, och familjen blomflugor. Inga underarter finns listade i Catalogue of Life.